# Eriocaulon aethiopicum
Eriocaulon aethiopicum är en gräsväxtart som beskrevs av Sylvia Mabel Phillips. Eriocaulon aethiopicum ingår i släktet Eriocaulon och familjen Eriocaulaceae. IUCN kategoriserar arten globalt som sårbar.
Artens utbredningsområde är Etiopien. Inga underarter finns listade i Catalogue of Life.